# جوني سروجي
جوني سروجي (بالعبرية: ג'וני סרוג'י‏)، هو عالم حاسوب إسرائيلي ولد في مدينة حيفا، ويشغل منصب نائب رئيس شركة أبل في مجال المكونات المادّية.

## حياته العلميّة
وُلد سروجي في حيفا لعائلة مسيحية عربية. حصل سروجي على درجة البكالوريوس والماجستير في علوم الكمبيوتر من التخنيون – معهد إسرائيل التكنولوجي. أتم سروجي دراسته للقب الثاني في مجال علوم الحاسوب في معهد التخنيون، وفي العام 1990 انضم لمختبرات تطوير المكونات المادّية التابعة لـ آي بي إم في حيفا، وبعد ذلك انتقل إلى شركة «إنتل» في حيفا، ومنها سافر إلى الولايات المتحدة ليعمل في مكاتب «إنتل» في أوستن، تكساس، حيث عمل هناك إلى أن عاد إلى IBM عام 2005.

### حياته العمليّة
هو نائب رئيس شركة أبل في مجال تكنولوجيا المكونات الصلبة (عتاد الحواسيب)، ويقدم تقاريره مباشرة لمدير عام شركة أبل، تيم كوك. قامت شركة آبل بتعيين خمسة نوّاب جدد لرئيس الشركة التنفيذي، بينهم جوني سروجي، والذي عيّن قبل أيّام وبشكل رسمي نائبًا لرئيس مجال المكونات المادّية حيث سيكون مسؤولًا عن عن تصميم شرائح النواة المخصصة لجميع أجهزة أبل، علمًا أن سروجي لفت إلى أنه يشغل هذا المنصب منذ نحو ست سنوات، بشكل غير رسمي. كان هذا في عام 2008، وقد تم تعيينه في ذلك الحين مدير تطوير في قسم الشرائح المخصصة لحواسيب «كف اليد»، وشغل هذا المنصب حتى عام 2011، حيث تم تعيينه في منصب مدير تطوير مجال الـ VLS، وهو منصب إداري رفيع يتمحور حول دمج كل المركبات الإلكترونية الصغيرة التي يتم تطويرها في أبل من أجل إنتاج شريحة تحتوي على الكثير من المركبات.
كذلك، تم تعيينه في العام 2013 - بشكل غير رسمي - لمنصب نائب الرئيس لشؤون المكونات المادية، أعلنت شركة أبل عن ذلك رسمياً.
بذل سروجي جهوداً جمة من أجل إقامة مركز التطوير التابع لـ «أبل» في إسرائيل، بل إنه عيّن لمنصب مدير التطوير السابق في «تسورن». كذلك، عمل في حقل التّعليم الأكاديميّ وقد كان له بعض المساقات في علوم الحاسوب في التخنيون.